# والدمار آکوستا
والدمار آکوستا (انگلیسی: Waldemar Acosta؛ زادهٔ ۲۵ اوت ۱۹۸۶) بازیکن فوتبال اهل اروگوئه است.
از باشگاه‌هایی که در آن بازی کرده‌است می‌توان به باشگاه فوتبال بریزبن رور اشاره کرد.